# إندريت ادريزاج
إندريت ادريزاج (بالألبانية: Endrit Idrizaj‏) هو لاعب كرة قدم ألباني في مركز الدفاع، ولد في 14 يونيو 1989 في فلوره في ألبانيا. لعب مع نادي تيرانا ونادي فلامورتاري فلوره.

## وصلات خارجية
- إندريت ادريزاج على موقع قاعدة بيانات كرة القدم.إي يو (الإنجليزية)
- إندريت ادريزاج على موقع Soccerway.com (الإنجليزية)